# .nc
Pour les articles homonymes, voir NC.
.nc est le domaine de premier niveau national (country code top level domain : ccTLD) réservé à la Nouvelle-Calédonie (France).

## Description
Le domaine .nc est administré par l'Office des postes et télécommunications de Nouvelle-Calédonie (OPT-NC) depuis le 1er mai 2006.
Auparavant, de sa création en 1993 jusqu'à 2006, il était géré par l'Institut de recherche pour le développement (IRD) de Nouvelle-Calédonie.
Il existe également les domaines de second niveau :
- .asso.nc : réservé aux associations ;
- .nom.nc : réservé aux particuliers.

Tarifs actuels :
- 2 ans : 2774 XPF HT + TGC 6 % = 2940 XPF TTC (environ 24,60 € TTC) ;
- 3 ans : 3962 XPF HT + TGC 6 % = 4200 XPF TTC (environ 35,20 € TTC) ;
- 4 ans : 4458 XPF HT + TGC 6 % = 4725 XPF TTC (environ 39,60 € TTC) ;
- 5 ans : 4953 XPF HT + TGC 6 % = 5250 XPF TTC (environ 44,00 € TTC).

Les enregistrements peuvent être effectués soit directement sur le site, soit auprès de gestionnaires agréés.
Le domaine .nc est compatible IPv6 et conforme aux meilleurs standards de sécurité : DNSSEC et anycast.

## Contraintes
Les domaines de la zone .nc sont réservés aux personnes physiques ou morales d'une des trois catégories suivantes :

### Personnes morales
Les personnes morales dont le siège social ou l’adresse d’un établissement est situé en Nouvelle-Calédonie et qui sont identifiables au travers de la base de données suivante (dans la limite de 15 noms de domaine premier et seconds niveaux confondus) : Répertoire d'Identification des Entreprises et des Etablissements (RIDET) tenu par l’ISEE.

### Personnes physiques: professionnelles
Les commerçants ou entrepreneurs personnes physiques, résidents et exerçant leur activité en Nouvelle-Calédonie, et qui sont identifiables au travers de la base de données suivante (dans la limite de 15 noms de domaine premier et seconds niveaux confondus) : Répertoire d'Identification des Entreprises et des Etablissements (RIDET) tenu par l’ISEE.

### Personnes physiques: particuliers
Toute personne majeure ayant sa résidence principale en Nouvelle-Calédonie depuis plus de 6 mois consécutifs peut obtenir 5 noms de domaine de premier niveau et 2 noms de domaine du second niveau ‘’.nom.nc’’. Les autres domaines de second niveau sont réservés aux professionnels uniquement.
De nombreux termes sont interdits à l'enregistrement, une liste non exhaustive est disponible en ligne, et chaque enregistrement doit être validé par le gestionnaire de domaine .nc avant d'être utilisable.

## Statistiques d'usage
En août 2024, environ 8 000 domaines utilisent l'extension .nc.